# Apha kantonensis
Apha kantonensis é um gênero  de mariposa da família Eupterotidae. Foi descrita por Mell em 1929 e encontrada na China, Camboja e Vietnã.